# Trichopteryx solata
Trichopteryx solata là một loài bướm đêm trong họ Geometridae.